# Ferry I van Lotharingen
Ferry I van Lotharingen ook Frederik I van Lotharingen genoemd (circa 1143 - 7 april 1206) was van 1205 tot aan zijn dood hertog van Opper-Lotharingen.

## Levensloop
Hij was de tweede zoon van hertog Mattheus I van Lotharingen en Bertha van Zwaben. In 1176 werd zijn oudere broer Simon II na de dood van zijn vader door de adel van Lotharingen tot hertog van Opper-Lotharingen aangeduid, hoewel zijn moeder liever Ferry als hertog van Opper-Lotharingen had gezien.
Nadat Simon II hertog van Opper-Lotharingen was geworden, schonk hij het graafschap Bitche aan Ferry I. Ferry was daar echter niet tevreden mee en begon een oorlog tegen zijn oudere broer, die drie jaar zou duren. Na de oorlog werd in 1179 het verdrag van Ribemont gesloten, waarbij Simon II het zuidelijke Franstalige deel van Lotharingen en Ferry I het noordelijke Duitstalige deel kreeg.
In 1205 deed Simon II troonsafstand, waarna hij zich terugtrok in een klooster. Simon II had de oudste zoon van Ferry I, Ferry II, tot troonopvolger benoemd, maar de adel van Lotharingen duidde Ferry I aan als hertog van Opper-Lotharingen. Ferry I was slechts een jaar in functie toen hij in 1206 overleed.

## Huwelijk en nakomelingen
Rond het jaar 1167 huwde hij met Ludmilla van Polen (1153-1223), een dochter van groothertog Mieszko III. Ze kregen volgende kinderen:
- Ferry II (-1213), hertog van Lotharingen
- Diederik (-voor 1244), heer van Autigny
- Hendrik, bouwde het kasteel van Bayon
- Simon (-voor 1200), werd vermoord
- Filips (-1243), heer van Gerbéviller
- Matthias (1170-1217), bisschop van Toul
- Agatha (-1242), abdis in de Abdij van Remiremont
- Judith (-1245), huwde met graaf Hendrik II van Salm
- Hedwig (-1228), huwde met graaf Hendrik I van Zweibrücken
- Cunegonde (-voor 1213), huwde met hertog Walram III van Limburg

## Voorouders
| Voorouders van Ferry I van Lotharingen (1143-1206) | Voorouders van Ferry I van Lotharingen (1143-1206)                             | Voorouders van Ferry I van Lotharingen (1143-1206)                             | Voorouders van Ferry I van Lotharingen (1143-1206)                 | Voorouders van Ferry I van Lotharingen (1143-1206)                 | Voorouders van Ferry I van Lotharingen (1143-1206)                   | Voorouders van Ferry I van Lotharingen (1143-1206)                   | Voorouders van Ferry I van Lotharingen (1143-1206)                  | Voorouders van Ferry I van Lotharingen (1143-1206)                  |
| -------------------------------------------------- | ------------------------------------------------------------------------------ | ------------------------------------------------------------------------------ | ------------------------------------------------------------------ | ------------------------------------------------------------------ | -------------------------------------------------------------------- | -------------------------------------------------------------------- | ------------------------------------------------------------------- | ------------------------------------------------------------------- |
| Overgrootouders                                    | Diederik II van Lotharingen (1050-1115) ∞ Hedwig van Formbach (voor 1061-1090) | Diederik II van Lotharingen (1050-1115) ∞ Hedwig van Formbach (voor 1061-1090) | ? (-) ∞ ? (-)                                                      | ? (-) ∞ ? (-)                                                      | Frederik I van Zwaben (1050-1105) ∞ Agnes van Waiblingen (1072-1143) | Frederik I van Zwaben (1050-1105) ∞ Agnes van Waiblingen (1072-1143) | Hendrik de Zwarte (1075-1126) ∞ Wulfhilde van Saksen (1072-1126)    | Hendrik de Zwarte (1075-1126) ∞ Wulfhilde van Saksen (1072-1126)    |
| Grootouders                                        | Simon I van Lotharingen (1076-1139) ∞ Adelheid (-)                             | Simon I van Lotharingen (1076-1139) ∞ Adelheid (-)                             | Simon I van Lotharingen (1076-1139) ∞ Adelheid (-)                 | Simon I van Lotharingen (1076-1139) ∞ Adelheid (-)                 | Frederik II van Zwaben (1090-1147) ∞ Judith van Beieren (1100-1130)  | Frederik II van Zwaben (1090-1147) ∞ Judith van Beieren (1100-1130)  | Frederik II van Zwaben (1090-1147) ∞ Judith van Beieren (1100-1130) | Frederik II van Zwaben (1090-1147) ∞ Judith van Beieren (1100-1130) |
| Ouders                                             | Mattheus I van Lotharingen (1110-1175) ∞ Bertha van Zwaben (-1195)             | Mattheus I van Lotharingen (1110-1175) ∞ Bertha van Zwaben (-1195)             | Mattheus I van Lotharingen (1110-1175) ∞ Bertha van Zwaben (-1195) | Mattheus I van Lotharingen (1110-1175) ∞ Bertha van Zwaben (-1195) | Mattheus I van Lotharingen (1110-1175) ∞ Bertha van Zwaben (-1195)   | Mattheus I van Lotharingen (1110-1175) ∞ Bertha van Zwaben (-1195)   | Mattheus I van Lotharingen (1110-1175) ∞ Bertha van Zwaben (-1195)  | Mattheus I van Lotharingen (1110-1175) ∞ Bertha van Zwaben (-1195)  |